# Щавін-Борови-Весь
Щавін-Борови-Весь (пол. Szczawin Borowy-Wieś) — село в Польщі, у гміні Щавін-Косьцельни Ґостинінського повіту Мазовецького воєводства. Населення — 80 осіб (2011).
У 1975—1998 роках село належало до Плоцького воєводства.

## Демографія
Демографічна структура станом на 31 березня 2011 року:
|          | Загалом | Допрацездатний вік | Працездатний вік | Постпрацездатний вік |
| -------- | ------- | ------------------ | ---------------- | -------------------- |
| Чоловіки | 41      | 6                  | 28               | 7                    |
| Жінки    | 39      | 7                  | 24               | 8                    |
| Разом    | 80      | 13                 | 52               | 15                   |